# Nekrolog Oktober 2002
Nekrolog
◄◄
| ◄
| 1998
| 1999
| 2000
| 2001
| 2002 | 2003 | 2004 | 2005 | 2006 | ► | ►►
Januar |
Februar |
März |
April |
Mai |
Juni |
Juli |
August |
September |
Oktober |
November |
Dezember 2002
Weitere Ereignisse | Allgemeiner Nekrolog 2002
Die Beschreibung der verstorbenen Person sollte so kurz wie möglich gehalten sein und nur deren signifikante Tätigkeit(en) enthalten.
Neue Namen ggf. auch unter dem Geburts- und Sterbedatum, also etwa unter 1. Januar und im Geburts- und Sterbejahr (2024) eintragen (nur bei entsprechender großer Wichtigkeit). Für Beispiele siehe die schon vorhandenen Artikel.
Außerdem über die fünf zuletzt Verstorbenen, zu denen es einen ausreichend guten Artikel für eine Präsentation auf der Hauptseite gibt, nach der todesbedingten Überarbeitung der Artikel ggf. auch unter Wikipedia Diskussion:Hauptseite informieren und sie am besten auch in den anderen Wikipedia-Sprachversionen eintragen. Tipp: Regelmäßig bei news.google.de nach „ist tot“, „gestorben“ oder „verstorben“ suchen.
Wenn eine Person gestorben ist, gibt es viele Seiten zu dieser Person in der Wikipedia, die davon auch betroffen sind und entsprechend aktualisiert werden müssen. Beispiele: Namenübersichtsseite, Geburtsjahr, Geburtsort-Seiten und viele mehr.
Wie finde ich die betroffenen Seiten?
Im Suchfeld auf der linken Seite gibt man den Suchbegriff so ein: „Vorname Nachname“. Dann klickt man auf Volltext und alle Seiten mit entsprechendem Suchtext werden aufgerufen. Hier sieht man dann schnell, wo auch das Todesjahr Sinn macht oder sogar ein Teil des Artikels angepasst werden muss. Auch hilft das „Werkzeug“ auf der linken Seite sehr gut, um solche Seiten aufzufinden: „Links auf diese Seite“. Somit ist die Wikipedia wieder aktuell in allen Bereichen! Hinweis: bei Eintragung der Kategorie „Gestorben JAHR“ wird der Missbrauchsfilter 49 ausgelöst, was jedoch nicht schlimm ist. Siehe: Spezial:Missbrauchsfilter/49
Dies ist eine Liste von im Oktober 2002 verstorbenen bekannten Persönlichkeiten. Die Einträge erfolgen innerhalb der einzelnen Daten alphabetisch sortiert. Tiere sind im Nekrolog für Tiere zu finden.

## Oktober
| Tag         | Name                                         | Beruf, bekannt als                                                                                              | Alter | Beleg |
| ----------- | -------------------------------------------- | --- | ----- | ----- |
| 1. Oktober  | Walter Annenberg                             | US-amerikanischer Diplomat, Publizist und Kunstmäzen                                                            | 94    |       |
| 1. Oktober  | Ilie Ceaușescu                               | rumänischer General und Historiker                                                                              | 76    |       |
| 1. Oktober  | Edith Schollwer                              | deutsche Schauspielerin                                                                                         | 98    |       |
| 1. Oktober  | Ian Thornton                                 | australischer Biologie britischer Herkunft                                                                      | 76    |       |
| 1. Oktober  | Lucien Zeimes                                | luxemburgischer Radrennfahrer                                                                                   | 53    |       |
| 1. Oktober  | Marcos Zuluaga Arteche                       | spanischer Geistlicher, katholischer Bischof                                                                    | 83    |       |
| 2. Oktober  | Otto Benesch                                 | deutscher Jurist und Verwaltungsbeamter                                                                         | 89    |       |
| 2. Oktober  | Heinz von Foerster                           | österreichischer Physiker und Kybernetiker                                                                      | 90    |       |
| 2. Oktober  | Horst Homann                                 | deutscher Politiker (CDU), MdL                                                                                  | 68    |       |
| 2. Oktober  | Marion von Krafft-Ebing                      | österreichische Autorin                                                                                         | 91    |       |
| 2. Oktober  | Furio Lauri                                  | italienischer Pilot im Zweiten Weltkrieg                                                                        | 83    |       |
| 2. Oktober  | William Logan                                | US-amerikanischer Radrennfahrer                                                                                 | 87    |       |
| 2. Oktober  | Jo Ment                                      | deutscher Musiker                                                                                               | 78    |       |
| 2. Oktober  | Tiberiu Olah                                 | rumänischer Komponist                                                                                           | 74    |       |
| 2. Oktober  | Alexander Sinclair                           | kanadischer Eishockeyspieler                                                                                    | 91    |       |
| 3. Oktober  | Willi Paul Adams                             | deutscher Amerikanist und Historiker                                                                            | 62    |       |
| 3. Oktober  | André Delvaux                                | belgischer Filmregisseur                                                                                        | 76    |       |
| 3. Oktober  | Cliff Durandt                                | südafrikanischer Fußballspieler                                                                                 | 62    |       |
| 3. Oktober  | Siegfried F. Erdmann                         | deutscher Luftfahrtingenieur                                                                                    | 86    |       |
| 3. Oktober  | Felix Kracht                                 | deutscher Ingenieur                                                                                             | 90    |       |
| 3. Oktober  | Gerd Lüpke                                   | deutscher Schriftsteller, Hörfunkautor, Übersetzer, Hörfunksprecher und Rezitator                               | 82    |       |
| 3. Oktober  | Victor Maag                                  | Schweizer evangelischer Geistlicher und Hochschullehrer                                                         | 92    |       |
| 3. Oktober  | Bruce Paltrow                                | US-amerikanischer Film- und Fernsehproduzent                                                                    | 58    |       |
| 3. Oktober  | John Weitz                                   | US-amerikanischer Modedesigner, Historiker und Schriftsteller deutsch-jüdischer Herkunft                        | 79    |       |
| 4. Oktober  | Sohane Benziane                              | französisches Mordopfer                                                                                         |       |       |
| 4. Oktober  | Jaime Collins                                | irischer Ordensgeistlicher, römisch-katholischer Bischof von Miracema do Tocantins                              | 81    |       |
| 4. Oktober  | Hans Holmér                                  | schwedischer Kommissar und Jurist                                                                               | 71    |       |
| 4. Oktober  | Achim Kilian                                 | deutscher Speziallagerhäftling und Autor neuzeithistorischer Werke                                              | 75    |       |
| 4. Oktober  | Kurt Kohl                                    | deutscher Psychologe                                                                                            | 83    |       |
| 4. Oktober  | Buddy Lester                                 | US-amerikanischer Schauspieler und Komiker                                                                      |       |       |
| 4. Oktober  | Don Peters                                   | US-amerikanischer Drehbuchautor                                                                                 | 81    |       |
| 4. Oktober  | Marcel Reymond                               | Schweizer Skispringer                                                                                           | 91    |       |
| 4. Oktober  | Albert Van Nerum                             | belgischer Kinderbuchautor                                                                                      | 81    |       |
| 4. Oktober  | Guy Vidal                                    | französischer Comicautor                                                                                        | 63    |       |
| 5. Oktober  | Rick Abao                                    | US-amerikanischer Jazzmusiker, Komponist und Entertainer                                                        | 63    |       |
| 5. Oktober  | Mia Čorak Slavenska                          | kroatisch-US-amerikanische Primaballerina                                                                       | 86    |       |
| 5. Oktober  | Christian Dästner                            | deutscher Jurist und Verwaltungsbeamter                                                                         | 58    |       |
| 5. Oktober  | Undine Gruenter                              | deutsche Schriftstellerin                                                                                       | 50    |       |
| 5. Oktober  | Walter Hasche                                | deutscher Jurist und Politiker (Hamburger Block), MdHB                                                          | 92    |       |
| 5. Oktober  | Chuck Rayner                                 | kanadischer Eishockeytorwart                                                                                    | 82    |       |
| 5. Oktober  | Jay R. Smith                                 | US-amerikanischer Schauspieler                                                                                  | 87    |       |
| 6. Oktober  | Claus von Amsberg                            | niederländischer Prinzgemahl                                                                                    | 76    |       |
| 6. Oktober  | Hans Bucher                                  | deutscher Kunstmaler                                                                                            |       |       |
| 6. Oktober  | Ben Eastman                                  | US-amerikanischer Sprinter                                                                                      | 91    |       |
| 6. Oktober  | Karl Manninger                               | deutscher Kirchenmaler                                                                                          | 90    |       |
| 6. Oktober  | Wolfgang Mischnick                           | deutscher Politiker (FDP), MdL, MdB                                                                             | 81    |       |
| 6. Oktober  | Viola Mitchell                               | US-amerikanische Geigerin                                                                                       | 91    |       |
| 6. Oktober  | Nick Whitehead                               | britischer Sprinter                                                                                             | 69    |       |
| 6. Oktober  | Juan Yustrich                                | argentinischer Fußballtorhüter                                                                                  | 93    |       |
| 7. Oktober  | Felicitas Barg                               | deutsche Rezitatorin                                                                                            | 102   |       |
| 7. Oktober  | Hannes Kaetner                               | deutscher Schauspieler                                                                                          | 90    |       |
| 7. Oktober  | Cor Kint                                     | niederländische Schwimmerin                                                                                     | 82    |       |
| 7. Oktober  | Domenico Paolella                            | italienischer Filmregisseur und Drehbuchautor                                                                   | 86    |       |
| 7. Oktober  | Rimantas Ruzas                               | litauischer Politiker, Mitglied des Seimas                                                                      | 43    |       |
| 7. Oktober  | August F. Witt                               | international tätiger Forscher                                                                                  |       |       |
| 8. Oktober  | Phyllis Calvert                              | britische Filmschauspielerin                                                                                    | 87    |       |
| 8. Oktober  | Philippe Boutros Chebaya                     | libanesischer Geistlicher, maronitischer Bischof                                                                | 82    |       |
| 8. Oktober  | Jacques Richard                              | kanadischer Eishockeyspieler                                                                                    | 50    |       |
| 8. Oktober  | Joachim Zahn                                 | deutscher Manager, Vorstandsvorsitzender der Daimler-Benz AG                                                    | 88    |       |
| 9. Oktober  | Randy Atcher                                 | US-amerikanischer Country-Sänger und -Musiker                                                                   | 83    |       |
| 9. Oktober  | Sopubek Begalijew                            | sowjetisch-kirgisischer Ökonom und Politiker                                                                    | 71    |       |
| 9. Oktober  | Willi Dirx                                   | deutscher Maler und Grafiker                                                                                    | 85    |       |
| 9. Oktober  | Charles Guggenheim                           | US-amerikanischer Filmregisseur, Filmproduzent und Drehbuchautor von Dokumentarfilmen                           | 78    |       |
| 9. Oktober  | Harald Kurz                                  | deutscher Verkehrswissenschaftler, Professor für Verkehrswissenschaft, technischer Autor und Modellbahnkonst... | 90    |       |
| 9. Oktober  | Carlo Lievore                                | italienischer Leichtathlet                                                                                      | 64    |       |
| 9. Oktober  | Oleksandr Ljaschko                           | ukrainisch-sowjetischer Politiker, Vorsitzender des Obersten Sowjets der Ukraine (1969–1972)                    | 86    |       |
| 9. Oktober  | Christfried Präger                           | deutscher Bildhauer                                                                                             | 59    |       |
| 9. Oktober  | Arnulf Stefenelli                            | österreichischer Romanist und Sprachwissenschaftler                                                             | 64    |       |
| 9. Oktober  | Aileen Wuornos                               | US-amerikanische Serienmörderin                                                                                 | 46    |       |
| 10. Oktober | Mario de las Casas                           | peruanischer Fußballspieler                                                                                     |       |       |
| 10. Oktober | Lawrence H. Fountain                         | US-amerikanischer Politiker                                                                                     | 89    |       |
| 10. Oktober | Teresa Graves                                | US-amerikanische Sängerin und Schauspielerin                                                                    | 54    |       |
| 10. Oktober | Abe Most                                     | US-amerikanischer Klarinettist und Altsaxophonist des Swing-Jazz                                                | 82    |       |
| 10. Oktober | Zara Nelsova                                 | US-amerikanische klassische Cellistin                                                                           | 83    |       |
| 11. Oktober | Werner Eberlein                              | deutscher Politiker (SED), MdV und Mitglied des Politbüro der SED                                               | 82    |       |
| 11. Oktober | Ítalo Severino Di Stéfano                    | argentinischer Geistlicher                                                                                      | 79    |       |
| 11. Oktober | Stan Wagner                                  | kanadischer Eishockeytorwart                                                                                    | 94    |       |
| 11. Oktober | Richard Wailes                               | US-amerikanischer Ruderer                                                                                       | 76    |       |
| 12. Oktober | Hilyard M. Brown                             | US-amerikanischer Artdirector und Szenenbildner                                                                 | 92    |       |
| 12. Oktober | Ray Conniff                                  | US-amerikanischer Komponist, Arrangeur, Orchesterleiter und Posaunist                                           | 85    |       |
| 12. Oktober | Audrey Mestre-Ferreras                       | französische Apnoetaucherin                                                                                     | 28    |       |
| 12. Oktober | Desmond Fitzpatrick                          | britischer General, Vizegouverneur von Jersey                                                                   | 89    |       |
| 12. Oktober | Sidney W. Pink                               | US-amerikanischer unabhängiger Filmproduzent                                                                    | 86    |       |
| 12. Oktober | William R. Sears                             | US-amerikanischer Flugzeugingenieur                                                                             | 89    |       |
| 13. Oktober | Stephen E. Ambrose                           | US-amerikanischer Historiker                                                                                    | 66    |       |
| 13. Oktober | Bill Berry                                   | US-amerikanischer Jazzmusiker                                                                                   | 72    |       |
| 13. Oktober | Mason Hammond                                | US-amerikanischer klassischer Philologe und Historiker                                                          | 99    |       |
| 13. Oktober | Ferdinand Holböck                            | österreichischer Theologe                                                                                       | 89    |       |
| 13. Oktober | Dennis Patrick                               | US-amerikanischer Schauspieler                                                                                  | 84    |       |
| 13. Oktober | Garfield Todd                                | rhodesischer und simbabwischer Politiker, Premierminister Südrhodesiens                                         | 94    |       |
| 13. Oktober | Herman Fredrik Zeiner-Gundersen              | norwegischer General                                                                                            | 87    |       |
| 14. Oktober | Bernhard Binkowski                           | deutscher Musikpädagoge                                                                                         | 90    |       |
| 14. Oktober | Bill Green                                   | US-amerikanischer Politiker                                                                                     | 72    |       |
| 14. Oktober | Asghar Hameed                                | pakistanischer Mathematiker und Ahmadi                                                                          |       |       |
| 14. Oktober | Keizō Hino                                   | japanischer Schriftsteller                                                                                      | 73    |       |
| 14. Oktober | Timothy Reuter                               | deutsch-britischer Historiker und Hochschullehrer                                                               | 55    |       |
| 14. Oktober | Norbert Schultze                             | deutscher Komponist und Dirigent                                                                                | 91    |       |
| 14. Oktober | Adrien Tapsoba                               | burkinischer Fußballfunktionär                                                                                  | 69    |       |
| 14. Oktober | Sepp Wiesner                                 | österreichischer Politiker (FPÖ), Landesrat                                                                     | 75    |       |
| 14. Oktober | Christa Zellmer                              | deutsche Politikerin (SED)                                                                                      | 71    |       |
| 15. Oktober | Stuart A. Bremer                             | US-amerikanischer Politikwissenschaftler                                                                        | 58    |       |
| 15. Oktober | Jürgen Dueball                               | deutscher Schach-, Go- und Bridgespieler                                                                        | 59    |       |
| 15. Oktober | Adalbert Ehrenfried                          | deutscher Theologe und Autor                                                                                    | 92    |       |
| 15. Oktober | Eva Hönick                                   | deutsche Schriftstellerin                                                                                       | 92    |       |
| 15. Oktober | Walburga Külz                                | deutsche Keramikerin                                                                                            | 81    |       |
| 15. Oktober | Jack Lee                                     | britischer Regisseur und Drehbuchautor                                                                          | 89    |       |
| 15. Oktober | Paul Paillole                                | französischer Geheimdienstoffizier                                                                              | 96    |       |
| 15. Oktober | Garth Underwood                              | britischer Herpetologe                                                                                          | 83    |       |
| 16. Oktober | Howell Appling                               | US-amerikanischer Offizier, Geschäftsmann und Politiker (Republikanische Partei)                                | 83    |       |
| 16. Oktober | Per Bak                                      | dänischer theoretischer Physiker                                                                                | 53    |       |
| 16. Oktober | Wolfgang Blankenburg                         | deutscher Psychiater                                                                                            | 74    |       |
| 16. Oktober | Karl-Heinz Kreienbaum                        | deutscher Schauspieler und Autor                                                                                | 87    |       |
| 16. Oktober | Hans-Siegfried Schuster                      | deutscher Altorientalist                                                                                        | 91    |       |
| 17. Oktober | Bashful Brother Oswald                       | US-amerikanischer Gitarrist                                                                                     | 90    |       |
| 17. Oktober | Derek Bell                                   | nordirischer Musiker                                                                                            | 66    |       |
| 17. Oktober | Chuck Domanico                               | US-amerikanischer Jazz-Bassist und Bassgitarrist                                                                | 58    |       |
| 17. Oktober | Bob Gregg                                    | US-amerikanischer Rennfahrer                                                                                    | 82    |       |
| 17. Oktober | Arnim Mühlstädt                              | deutscher Schauspieler                                                                                          | 72    |       |
| 17. Oktober | Jeanne L. Noble                              | US-amerikanische römisch-katholische Theologin                                                                  | 76    |       |
| 17. Oktober | Jitzchak Peretz                              | israelischer Politiker und Knessetabgeordneter                                                                  | 66    |       |
| 17. Oktober | Henri Renaud                                 | französischer Jazzpianist und Komponist                                                                         | 77    |       |
| 17. Oktober | Peter Schuch                                 | deutscher Theaterschauspieler am Deutschen Staatstheater Temeswar (DSTT)                                        | 77    |       |
| 18. Oktober | Frederick Kanfer                             | US-amerikanischer Psychologe und Psychotherapeut                                                                |       |       |
| 18. Oktober | Hans-Jürgen Oehlenschläger                   | deutscher Fußballspieler                                                                                        | 59    |       |
| 18. Oktober | Nikolai Nikolajewitsch Rukawischnikow        | sowjetischer Kosmonaut, Physiker                                                                                | 70    |       |
| 18. Oktober | Miroslav Vymazal                             | tschechoslowakischer Bahnradsportler und Weltmeister                                                            | 50    |       |
| 18. Oktober | Wubinya Winsa                                | chinesischer Politiker, buddhistischer Mönch der Theravada-Tradition                                            | 72    |       |
| 18. Oktober | Veit Wyler                                   | Schweizer Rechtsanwalt und zionistischer Politiker                                                              | 94    |       |
| 19. Oktober | Manuel Álvarez Bravo                         | mexikanischer Fotograf                                                                                          | 100   |       |
| 19. Oktober | Peter Bergmann                               | deutsch-US-amerikanischer Physiker                                                                              | 87    |       |
| 19. Oktober | John Meredyth Lucas                          | US-amerikanischer Drehbuchautor, Filmregisseur und Filmproduzent                                                | 83    |       |
| 19. Oktober | Hans Jürgen Press                            | deutscher Schriftsteller, Illustrator und Kinderbuchautor                                                       | 76    |       |
| 19. Oktober | Aileen Riggin                                | US-amerikanische Wasserspringerin                                                                               | 96    |       |
| 19. Oktober | Egon Scoz                                    | österreichischer Maler                                                                                          | 51    |       |
| 19. Oktober | Hector Bienvenido Trujillo Molina            | dominikanischer Militär, General und Politiker der Dominikanischen Republik                                     | 94    |       |
| 20. Oktober | Erich Aberle                                 | deutscher Schauspieler und Hörspielsprecher                                                                     | 80    |       |
| 20. Oktober | Hans Eisele                                  | deutscher Fußballspieler                                                                                        | 62    |       |
| 20. Oktober | Eugenie Fraser                               | schottisch-russische Autobiografin                                                                              | 96    |       |
| 20. Oktober | Bernard Fresson                              | französischer Schauspieler                                                                                      | 71    |       |
| 21. Oktober | Charles Bertin                               | belgischer Jurist, Gewerkschaftsfunktionär und Schriftsteller                                                   | 83    |       |
| 21. Oktober | Aldo Canazza                                 | italienischer Radrennfahrer                                                                                     | 84    |       |
| 21. Oktober | Manfred Ewald                                | deutscher Sport-Funktionär der DDR                                                                              | 76    |       |
| 21. Oktober | Alfonso León de Garay Castro                 | mexikanischer Strahlenbiologe und Botschafter                                                                   | 82    |       |
| 21. Oktober | Jesse Leonard Greenstein                     | US-amerikanischer Astronom                                                                                      | 93    |       |
| 21. Oktober | Anna King                                    | US-amerikanische Soulsängerin                                                                                   | 64    |       |
| 21. Oktober | Kemal Kurt                                   | deutscher Schriftsteller, Übersetzer und Fotograf türkischer Herkunft                                           | 54    |       |
| 21. Oktober | Bernhard Neumann                             | australischer Mathematiker                                                                                      | 93    |       |
| 21. Oktober | Kaisa Parviainen                             | finnische Speerwerferin                                                                                         | 87    |       |
| 21. Oktober | Beatrice Serota, Baroness Serota             | britische Politikerin                                                                                           | 83    |       |
| 22. Oktober | Geraldine von Apponyi                        | ungarisch-albanische Adelige, Königin von Albanien                                                              | 87    |       |
| 22. Oktober | Marian Bergeron                              | US-amerikanische Schönheitskönigin, Miss America                                                                | 84    |       |
| 22. Oktober | Reinhard Breder                              | deutscher SS-Offizier in der Einsatzgruppe A, Leiter der Gestapo in Frankfurt am Main                           | 91    |       |
| 22. Oktober | Ruth Buchholz                                | deutsche Malerin                                                                                                | 91    |       |
| 22. Oktober | Michael Ertz                                 | evangelischer Pfarrer, Autor und Heimatforscher im Kraichgau                                                    | 81    |       |
| 22. Oktober | Gerhard Franke                               | deutscher Maler                                                                                                 | 76    |       |
| 22. Oktober | Erik S. Klein                                | deutscher Schauspieler                                                                                          | 76    |       |
| 22. Oktober | Willy Michaux                                | belgischer Radrennfahrer                                                                                        | 89    |       |
| 23. Oktober | Adolph Green                                 | US-amerikanischer Drehbuchautor, Librettist und Schauspieler                                                    | 87    |       |
| 23. Oktober | Richard Helms                                | US-amerikanischer Geheimdienstfunktionär                                                                        | 89    |       |
| 23. Oktober | Marianne Hoppe                               | deutsche Schauspielerin                                                                                         | 93    |       |
| 23. Oktober | Hellmuth Hron                                | österreichischer Schauspieler                                                                                   | 69    |       |
| 23. Oktober | Nathan Juran                                 | US-amerikanischer Szenenbildner und Filmregisseur österreichischer Herkunft                                     | 95    |       |
| 23. Oktober | Elizabeth Pakenham, Countess of Longford     | britische Historikerin und Schriftstellerin                                                                     | 96    |       |
| 23. Oktober | Danijel Popović                              | kroatischer Fußballspieler                                                                                      | 20    |       |
| 23. Oktober | Beulah Quo                                   | US-amerikanische Film- und Theaterschauspielerin                                                                | 79    |       |
| 23. Oktober | Luise Raskin                                 | deutsche Kindergärtnerin                                                                                        | 92    |       |
| 24. Oktober | Winton M. Blount                             | US-amerikanischer Politiker und US-Postmaster General                                                           | 81    |       |
| 24. Oktober | Georg Brunner                                | deutsch-ungarischer Rechts- und Politikwissenschaftler                                                          | 66    |       |
| 24. Oktober | Hernán Gaviria                               | kolumbianischer Fußballspieler                                                                                  | 32    |       |
| 24. Oktober | Harry Hay                                    | US-amerikanischer LGBT-Aktivist                                                                                 | 90    |       |
| 24. Oktober | Winfrid Hedergott                            | deutscher Politiker (FDP), MdL                                                                                  | 83    |       |
| 24. Oktober | José Sebastián Laboa Gallego                 | spanischer Geistlicher, römisch-katholischer Erzbischof und Diplomat des Heiligen Stuhls                        | 79    |       |
| 24. Oktober | Scott Plank                                  | US-amerikanischer Schauspieler                                                                                  | 43    |       |
| 24. Oktober | Fee von Reichlin                             | deutsche Schauspielerin, Operettensängerin und Synchronsprecherin                                               | 90    |       |
| 24. Oktober | Lotte Tarp                                   | dänische Schauspielerin                                                                                         | 57    |       |
| 25. Oktober | Annemie Fontana                              | Schweizer Künstlerin und Bildhauerin                                                                            | 76    |       |
| 25. Oktober | Alfons Frick                                 | deutscher Politiker (CDU), MdL                                                                                  | 89    |       |
| 25. Oktober | Richard Harris                               | irischer Schauspieler                                                                                           | 72    |       |
| 25. Oktober | Kōki Ishii                                   | japanischer Politiker                                                                                           | 61    |       |
| 25. Oktober | Frank William Kolmin                         | US-amerikanischer Ökonom                                                                                        | 87    |       |
| 25. Oktober | Friedrich Kominek                            | österreichischer Fußballspieler                                                                                 | 75    |       |
| 25. Oktober | Guy Mazzoni                                  | französischer Schachspieler                                                                                     | 73    |       |
| 25. Oktober | Anna Pöpperl                                 | österreichische Politikerin (SPÖ), Abgeordnete zum Burgenländischen Landtag                                     | 82    |       |
| 25. Oktober | James Richard                                | Tontechniker | ≈74   |       |
| 25. Oktober | Ernst Röhrig                                 | deutscher Fußballspieler                                                                                        | 61    |       |
| 25. Oktober | John Russell, 13. Duke of Bedford            | britischer Adliger und Schriftsteller                                                                           | 85    |       |
| 25. Oktober | Rainbeaux Smith                              | US-amerikanische Schauspielerin und Musikerin                                                                   |       |       |
| 25. Oktober | Bahattin Sofuoğlu                            | türkischer Motorradrennfahrer                                                                                   | 24    |       |
| 25. Oktober | René Thom                                    | französischer Mathematiker                                                                                      | 79    |       |
| 25. Oktober | Louis-Bertrand Tirilly                       | französischer Priester, Bischof von Taiohae                                                                     | 90    |       |
| 25. Oktober | Paul Wellstone                               | US-amerikanischer Politiker                                                                                     | 58    |       |
| 26. Oktober | Mowsar Bucharowitsch Barajew                 | tschetschenischer Terrorist                                                                                     | 23    |       |
| 26. Oktober | Luise Finke                                  | deutsche Sportlehrerin und Leichtathletin                                                                       | 85    |       |
| 26. Oktober | Jim MacKay                                   | kanadischer Animator, Regisseur und Filmproduzent                                                               | 86    |       |
| 26. Oktober | Jacques Massu                                | französischer General                                                                                           | 94    |       |
| 26. Oktober | Günther Tabor                                | österreichischer Schauspieler und Regisseur                                                                     | 77    |       |
| 26. Oktober | Stuart Townend                               | britischer Leichtathlet, Offizier und Schulleiter                                                               | 93    |       |
| 26. Oktober | Siegfried Unseld                             | deutscher Verleger (Suhrkamp-Verlag)                                                                            | 78    |       |
| 27. Oktober | Tom Dowd                                     | US-amerikanischer Musikproduzent                                                                                | 77    |       |
| 27. Oktober | Albert Dusch                                 | deutscher Fußballschiedsrichter                                                                                 | 89    |       |
| 27. Oktober | Edor Hjukström                               | schwedischer Offizier und Skisportler                                                                           | 86    |       |
| 27. Oktober | Th. Siegfried A. Morschel                    | deutscher Architekt und Bauunternehmer                                                                          | 81    |       |
| 27. Oktober | Maurice J. Murphy                            | US-amerikanischer Politiker                                                                                     | 75    |       |
| 27. Oktober | Valve Pormeister                             | estnische Architektin                                                                                           | 80    |       |
| 27. Oktober | Dieter Praxl                                 | deutscher Fußballspieler                                                                                        | 66    |       |
| 27. Oktober | Andrei Nikolajewitsch Tjurin                 | russischer Mathematiker                                                                                         | 62    |       |
| 27. Oktober | André De Toth                                | US-amerikanischer Filmregisseur                                                                                 | 89    |       |
| 27. Oktober | Walter Volle                                 | deutscher Ruderer und Trainer                                                                                   | 89    |       |
| 27. Oktober | Charles Orville Whitley                      | US-amerikanischer Politiker                                                                                     | 75    |       |
| 28. Oktober | Margaret Booth                               | US-amerikanische Filmeditorin                                                                                   | 104   |       |
| 28. Oktober | Lawrence Dobkin                              | US-amerikanischer Schauspieler, Filmregisseur, Filmproduzent und Drehbuchautor                                  | 83    |       |
| 28. Oktober | Johnny Dover                                 | belgischer Jazzmusiker und Arrangeur                                                                            |       |       |
| 28. Oktober | Laurence Foley                               | US-amerikanischer Diplomat                                                                                      | 60    |       |
| 28. Oktober | Kurt Golda                                   | deutscher Gewerkschafter                                                                                        | 77    |       |
| 28. Oktober | Roy Hertz                                    | US-amerikanischer Endokrinologe und Onkologe                                                                    | 93    |       |
| 28. Oktober | Henri Lauener                                | Schweizer Philosoph                                                                                             | 69    |       |
| 28. Oktober | Hans Süssenguth                              | deutscher Manager                                                                                               | 89    |       |
| 28. Oktober | Gerhard Szczesny                             | deutscher Philosoph, Publizist und Journalist                                                                   | 84    |       |
| 28. Oktober | Willi Weigelt                                | deutscher Politiker (SPD), Oberbürgermeister von Pforzheim                                                      | 82    |       |
| 29. Oktober | Herwig Aldenhoven                            | österreichischer altkatholischer Theologe                                                                       |       |       |
| 29. Oktober | Lorenzo Artale                               | italienischer Drehbuchautor, Filmregisseur und Schauspieler                                                     | 71    |       |
| 29. Oktober | Werner Bernhardy                             | deutscher Drehbuchautor                                                                                         | 84    |       |
| 29. Oktober | Marina Berti                                 | italienische Schauspielerin                                                                                     | 78    |       |
| 29. Oktober | Aloys Ludwig                                 | deutscher römisch-katholischer Theologe                                                                         | 92    |       |
| 29. Oktober | Glenn McQueen                                | kanadischer Supervisor bei Pixar und PDI                                                                        | 41    |       |
| 30. Oktober | Pierre Aigrain                               | französischer Physiker und Staatssekretär für Forschung unter Valéry Giscard d’Estaing                          | 78    |       |
| 30. Oktober | Juan Antonio Bardem                          | spanischer Filmregisseur und Drehbuchautor                                                                      | 80    |       |
| 30. Oktober | Walter Cantner                               | deutscher Verwaltungsbeamter                                                                                    | 94    |       |
| 30. Oktober | Jam Master Jay                               | US-amerikanischer DJ und Gründer der Hip-Hop-Band Run-D.M.C.                                                    | 37    |       |
| 30. Oktober | Lee H. Katzin                                | US-amerikanischer Film- und Fernsehregisseur                                                                    | 67    |       |
| 30. Oktober | Helmut Schmalen                              | deutscher Ökonom                                                                                                | 58    |       |
| 31. Oktober | Juri Michailowitsch Aronowitsch              | israelischer Dirigent                                                                                           | 70    |       |
| 31. Oktober | Bulletproof                                  | US-amerikanischer Rapper                                                                                        |       |       |
| 31. Oktober | Gottfried Gurland                            | deutscher Politiker (SPD)                                                                                       | 84    |       |
| 31. Oktober | Audrey Hylton-Foster, Baroness Hylton-Foster | britische Politikerin                                                                                           | 94    |       |
| 31. Oktober | Marianne Kehlau                              | deutsche Schauspielerin und Synchronsprecherin                                                                  | 77    |       |
| 31. Oktober | Amsi Kern                                    | deutsche Volksschauspielerin                                                                                    | 80    |       |
| 31. Oktober | Anton Malloth                                | deutscher Aufseher im Gestapo-Gefängnis Kleine Festung Theresienstadt                                           | 90    |       |
| 31. Oktober | Maximilian Melcher                           | österreichischer Maler und Hochschullehrer                                                                      | 80    |       |
| 31. Oktober | Raymond Savignac                             | französischer Grafiker und Grafikdesigner                                                                       | 94    |       |
| 31. Oktober | Michail Stasinopoulos                        | griechischer Jurist und Politiker, Präsident (1974–1975)                                                        | 99    |       |
| 31. Oktober | Mark Onwuha Unegbu                           | nigerianischer römisch-katholischer Geistlicher und Bischof von Owerri                                          | 85    |       |
| 31. Oktober | Raf Vallone                                  | italienischer Schauspieler                                                                                      | 86    |       |
| 31. Oktober | Uschi Werner-Fluss                           | deutsche Sängerin                                                                                               | 77    |       |